# Iberolacerta bonnali
Iberolacerta bonnali là một loài thằn lằn trong họ Lacertidae. Loài này được Lantz mô tả khoa học đầu tiên năm 1927.

## Hình ảnh

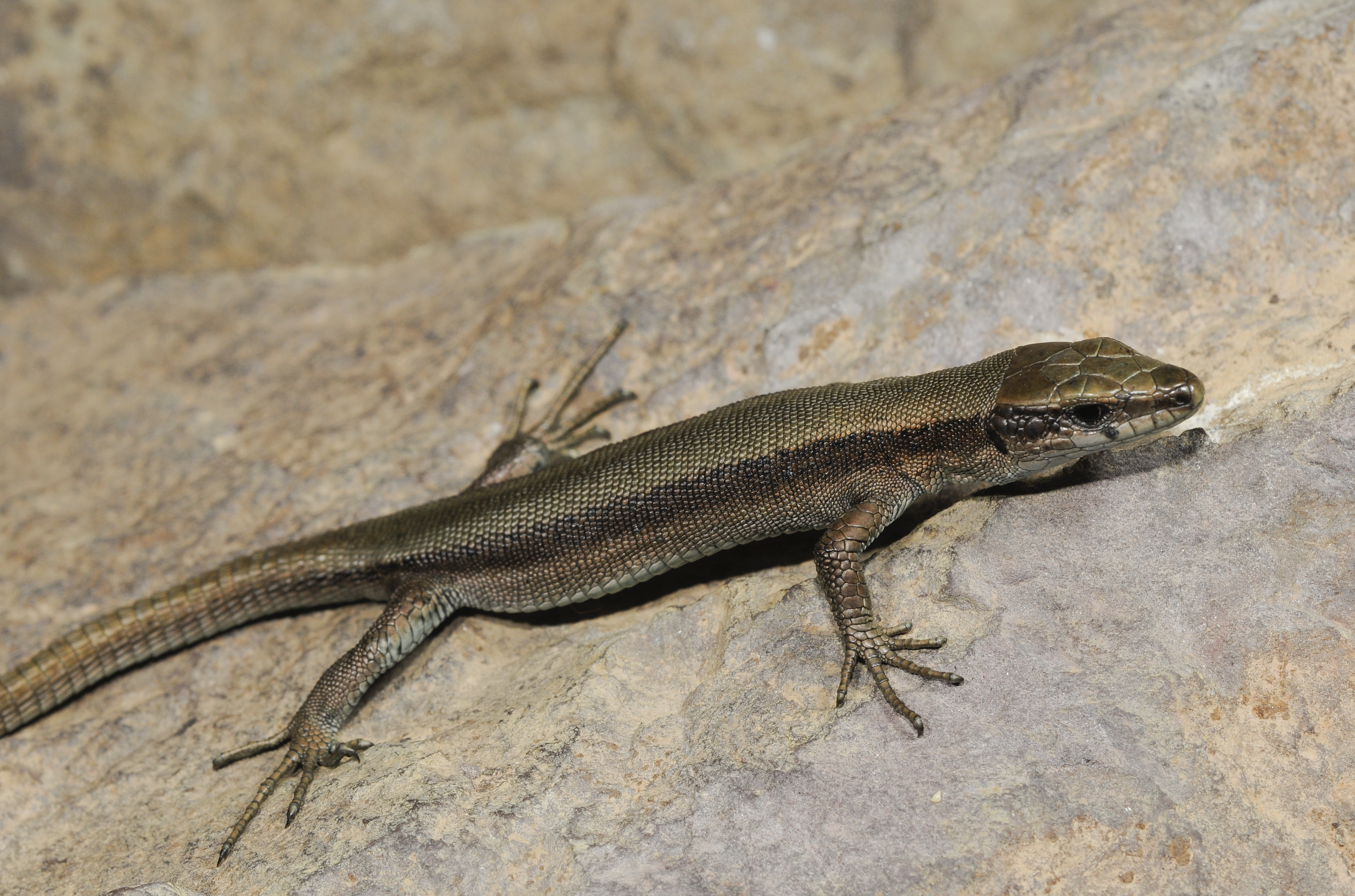